# Discussielijst
Een discussielijst of elektronische mailinglijst (Engels: mailing list) is een manier van communiceren met veel mensen tegelijk per e-mail. Mensen kunnen bericht op de discussielijst plaatsen, zodat alle andere mensen op de lijst die e-mail kunnen ontvangen. Het is makkelijk om daarop te antwoorden zodat er gemakkelijk gediscussieerd kan worden.
Vaak is het noodzakelijk om je in te schrijven op zo'n lijst, want veel lijsten accepteren geen e-mails van buitenaf (soms gaat het bericht via een moderator).
Heel veel (open) softwareprojecten hebben ten minste een discussielijst. Hierop kunnen bugs in het programma gemeld worden, verzoeken worden ingediend of vragen gesteld worden.

## Vergelijking met nieuwsgroepen
Een discussielijst heeft veel gemeen met een nieuwsgroep. Toch is er nog een aantal verschillen:
- Een nieuwsgroep is moeilijker op te zetten dan een discussielijst.
- Een nieuwsgroep is niet voor iedereen toegankelijk. De NNTP-server moet deze nieuwsgroep bevatten om eraan deel te kunnen nemen. Een discussielijst is voor iedereen toegankelijk.
- Nieuwsgroepen worden niet door alle e-mailprogramma's ondersteund. Soms is extra software nodig.

## Mailinglijstsoftware
De volgende serversoftware wordt of werd gebruikt voor discussielijsten.
- Ezmlm
- LISTSERV
- Mailman
- Majordomo